# Konfektionsgröße

Körpermaße zur Bestimmung der Konfektionsgröße

Die Konfektionsgröße (auch Kleidergröße oder Kleidungsgröße) ist die Größe modernerer Bekleidung (Konfektion), die sich nach den Körpermaßen des Trägers und einer maßspezifischen Bequemlichkeitszugabe richtet. Das Größensystem unterscheidet sich bei Männern und Frauen. Darüber hinaus wird zwischen europäischen und US-amerikanischen Größen unterschieden, wobei in Europa manche Staaten vom EU-Größensystem abweichen. Für Büstenhalter, Kopfbedeckungen, Schuhe, Handschuhe und Oberhemden (in der Herren-Oberbekleidung) existieren eigene Maßsysteme.

## Ermittlung der Körpermaße
Die europäische Norm EN 13402-3 beschreibt ein flexibles Größenbestimmungssystem basierend auf den Körpermaßen und die damit verbundenen Größenangaben. Sie vereinheitlicht die Messvorschriften, indem jeweils die maßgeblichen Körpermaße bzw. Größenintervalle unter Zuhilfenahme eines Standard-Piktogramms erläutert werden. Die Beschreibung der Intervalle erfolgt über genormte Buchstaben (z. B. „S“) und Zahlen (z. B. 96).
Die Norm macht keine Angaben zu Maßen für Bekleidungsstücke. Messungen am Körper unterscheiden sich zum Teil deutlich von den Maßen, die am Kleidungsstücks selbst gemessen werden. Bei Beinlängen für Jeans wird z. B. typischerweise statt der Beininnenlänge die Länge der Innennaht angegeben, die natürlich kein Körpermaß im Sinne der EN 13402 ist. Bei der Interpretation von Maßangaben ist daher immer darauf zu achten, ob ein Körpermaß oder ein Bekleidungsmaß gemeint ist.
Messvorschriften für Körpermaße sind:
Kopfumfang
Maximaler horizontaler Umfang des Kopfes über den Ohren gemessen
Halsumfang
Umfang des Halses gemessen mit einem Maßband 2 cm unter dem Adamsapfel und auf Höhe des siebten Halswirbels
Brust(korb)umfang (Männer)
Maximaler horizontaler Umfang gemessen bei normaler Atmung und aufrechter Haltung, das Bandmaß über die Schulterblätter, unter den Achseln und über die Brust
Brustumfang, Oberweite (Frauen)
Maximaler horizontaler Umfang gemessen bei normaler Atmung und aufrechter Haltung, das Maßband horizontal unter den Achseln und über die weiteste Ausladung der Brüste, in der Regel die Brustwarzen. In der Praxis wird zur Messung das Tragen eines gut sitzenden Büstenhalters empfohlen
Unterbrustumfang (Frauen)
Horizontaler Körperumfang direkt unterhalb des Brustansatzes
Taillenumfang, Bauchumfang
Umfang der natürlichen Gürtellinie zwischen der Oberkante der Hüftknochen und den unteren Rippen, gemessen bei normaler Atmung, aufrechter Haltung und entspanntem Unterleib
Hüftumfang, Gesäßumfang
Horizontaler Umfang des Gesäßes gemessen an der breitesten Stelle
Körperhöhe
Vertikaler Abstand zwischen Scheitel und Fußsohle, gemessen bei aufrechter Haltung ohne Schuhe und mit geschlossenen Füßen (Kleinkinder, die noch nicht aufrecht stehen können, können auch liegend vermessen werden)
Beininnenlänge
Abstand zwischen Schritt und Fußsohle, gemessen als gerade vertikale Linie bei aufrechter Haltung, leicht geöffneten Füßen und gleichmäßiger Verteilung des Gewichts auf beide Füße (nicht zu verwechseln mit der in Zoll angegebenen Länge der Innennaht, englisch inseam – gemessen vom Schritt bis zum Hosensaum)
Armlänge
Abstand von der Schulterhöhe (Acromion) über den Ellbogen bis zum Ende des Handgelenkknochens, gemessen mit Maßband bei zur Faust geschlossener rechter Hand an der Hüfte, also dem Arm im rechten Winkel
Handumfang
Maximaler Umfang gemessen über die Knöchel der geöffneten rechten Hand, Finger beieinander und ohne Daumen
Fußlänge
Horizontaler Abstand zwischen zwei Loten, das eine mit Kontakt zum Ende des längsten Zehs, das andere mit der Ferse, gemessen barfuß und mit dem Körpergewicht gleichmäßig auf beide Füße verteilt
Körpergewicht
Gemessen mit so wenig Kleidung wie möglich – gilt auch für die anderen Werte

## Berechnung
Derzeit werden die Konfektionsgrößen in der Regel nach folgender Formel angegeben: Konfektionsgröße = Brustumfang in cm geteilt durch 2. Bei Frauen wird von diesem Wert noch 6 abgezogen. Beispielrechnung: Bei einem Brustumfang von 88 cm gilt für Männer: 88/2 = Konfektionsgröße 44 (Männer). Für Frauen: 88/2 − 6 = 44 − 6 = Konfektionsgröße 38 (Frauen). Da diese Festlegung aber nicht verbindlich ist, variieren die Konfektionsgrößen von Hersteller zu Hersteller.

## Kinder
Bei Kinderbekleidung gibt die Konfektionsgröße die Körperhöhe in Zentimetern an. So ist beispielsweise die Größe 164 für Kinder, die bis 164 cm groß sind. Die Tabelle enthält gängige Größen. Außer diesen gibt es noch kleinere Größen für Kleinkinder (ab 56) und Zwischengrößen im 6-cm-Abstand (110, 122, 134 etc.). Die Altersangaben beziehen sich auf den Medianwert (50 %-Perzentile) der Körperlänge.
| Größe | Größe | Maße              | Maße               | Mädchen              | Mädchen           | Mädchen  | Jungen               | Jungen            | Jungen   |
| DE/EU | INT   | Körperhöhe L [cm] | Brustumfang B [cm] | Taillenumfang T [cm] | Hüftumfang H [cm] | Alter    | Taillenumfang T [cm] | Hüftumfang H [cm] | Alter    |
| ----- | ----- | ----------------- | ------------------ | -------------------- | ----------------- | -------- | -------------------- | ----------------- | -------- |
| 56    | 28    | 856               | 656                |                      | 0–56              |          |                      |                   |          |
| 62    | 31    | 862               | 662                |                      | 057–62            |          |                      |                   |          |
| 68    | 34    | 868               | 668                |                      | 063–68            |          |                      |                   |          |
| 74    | 37    | 874               | 674                |                      | 069–74            |          |                      |                   |          |
| 80    | 40    | 880               | 680                |                      | 075–80            |          |                      |                   |          |
| 86    | 43    | 886               | 686                |                      | 081–86            |          |                      |                   |          |
| 92    | 46    | 892               | 692                |                      | 087–92            |          |                      |                   |          |
| 98    | 49    | 898               | 698                |                      | 093–98            |          |                      |                   |          |
| 104   |       | 099–104           | 55–57              | 52–54                | 57–60             | bis 4,0  | 52–54                | 57–60             | bis 3,8  |
| 110   | 55    | 910               | 710                |                      | 105–110           | 56–58    |                      |                   |          |
| 116   |       | 111–116           | 57–59              | 54–56                | 61–64             | bis 6,4  | 54–56                | 61–64             | bis 6,1  |
| 122   | 61    | 922               | 722                | XXXS/XXS?            | 117–122           | 58–62    |                      |                   |          |
| 128   | XXS   | 123–128           | 61–65              | 57–59                | 66–70             | bis 8,5  | 57–59                | 66–70             | bis 8,3  |
| 134   | 67    | 934               | 734                | (X)XS = XXS/XS       | 129–134           | 64–68    |                      |                   |          |
| 140   | XXS   | 135–140           | 67–71              | 60–62                | 72–76             | bis 10,5 | 60–62                | 72–76             | bis 10,4 |
| 146   | 73    | 946               | 746                | XS/S                 | 141–146           | 70–74    |                      |                   |          |
| 152   | XXS   | 147–152           | 73–77              | 63–65                | 79–83             | bis 12,0 | 63–67                | 79–82             | bis 12,5 |
| 158   | 79    | 958               | 758                | S/M                  | 153–158           | 76–80    |                      |                   |          |
| 164   | XXM   | 159–164           | 79–83              | 66–68                | 86–90             | –        | 68–71                | 84–88             | bis 15,0 |
| 170   | 85    | 970               | 770                | M/L                  | 165–170           | 82–86    |                      |                   |          |
| 176   | XXL   | 171–176           | 85–89              | 69–71                | 93–97             | –        | 72–75                | 90–94             | –        |
| 182   | 91    | 982               | 782                | L/XL                 | 177–182           | 88–92    |                      |                   |          |
| 188   | XXL   | 183–188           | 91–95              | 72–75                | 100–105           | –        | 77–81                | 96–100            | –        |

Die Mädchengrößen haben ab 152 eine schmalere Taille als die Jungengrößen, aber dafür einen größeren Hüftumfang. Bis etwa zur Größe 164 werden die Kleider mit zunehmender Größe schlanker. Die X-S/M/L-Größen werden für Kinderbekleidung vor allem bei T-Shirts, Kletterausrüstungen und Sportartikeln verwendet.
Für schmal oder stark gebaute Kinder gibt es Sondergrößen. Für die ca. 4 cm schmalere kleine Größe wird jeweils bei gleicher Körperlänge die Normalgröße halbiert (z. B. 82 statt 164). Für die ca. 6 cm weitere große Größe wird 800 addiert (z. B. 964 statt 164) und für die ca. 14 cm weitere extragroße Größe wird 600 addiert (764 statt 164). Mitunter werden diese Größen mit XXS, XXL und XXXL bezeichnet, was zu Verwechslungen mit den oben aufgeführten Buchstabengrößen führen kann, die sich allein an der Körperhöhe orientieren.

## Herren
Bei der Oberbekleidung wird die Konfektionsgröße entweder in europäischen oder US-amerikanischen Größen angegeben. Diese Größe gilt dann normalerweise für die gesamte Oberbekleidung, also auch für Herrenhosen. Die Zahlangaben der europäischen Größen basieren auf dem Brustumfang. Eine Ausnahme bildet die Hemdengröße, die sich nach dem Halsumfang in Zentimetern richtet. Die Hosengrößen werden häufig und insbesondere bei Jeans auch nach US-amerikanischem Vorbild durch Bundweite und innere Beinlänge, also der Länge des Hosenbeines vom Schritt bis zum Saum, angegeben. Maßeinheit ist der Zoll (2,54 cm).
- Normale Größe = (Brustumfangmaximum − 1) / 2
- Kurze Größe (untersetzt) = Normale Größe / 2
- Bauchgröße (normal) = Normale Größe + 1
- Lange Größe (schlank) = (Normale Größe − 1) × 2

| Normale Größe                         | 44      | 46      | 48      | 50      | 52      | 54      | 56      | 58      | 60      | 62      | 64      | 66      | 68      | 70      | 72      | 74      |
| Unterwäsche                           | 4       | 4       | 5       | 5       | 6       | 6       | 7       | 7       | 8       | 8       |         |         |         |         |         |         |
| International                         | XXS     | XS      | S       | M       | L       | XL      | 2XL     | 3XL     | 3XL     | 4XL     | 4XL     | 5XL     | 5XL     | 6XL     | 6XL     | 7XL     |
| Brustumfang (cm)                      | 086–89  | 090–93  | 094–97  | 098–101 | 102–105 | 106–109 | 110–113 | 114–117 | 118–121 | 122–125 | 126–128 | 129–132 | 133–136 | 137–140 | 141–144 | 145–148 |
| Bauch = Taille (oder Bund) (cm)       | 074–77  | 078–81  | 082–85  | 086–89  | 090–94  | 095–99  | 100–104 | 105–109 | 110–114 | 115–119 | 120–124 | 125–128 | 129–132 | 133–134 | 135–138 | 139–142 |
| Gesäßumfang (cm)                      | 090–93  | 094–97  | 098–101 | 102–105 | 106–109 | 110–113 | 114–117 | 118–121 | 122–125 | 126–129 |         |         |         |         |         |         |
| Körpergröße (cm)                      | 166–170 | 168–173 | 171–176 | 174–179 | 177–182 | 180–184 | 182–186 | 184–188 | 185–189 | 187–190 | 191–192 | 193–194 | 195–196 | 197–198 | 199–200 | 201–202 |
|                                       |         |         |         |         |         |         |         |         |         |         |         |         |         |         |         |         |
| Kurze Größe (untersetzt)              | 22      | 23      | 24      | 25      | 26      | 27      | 28      | 29      | 30      | 31      | 32      | 33      | 34      | 35      | 36      | 37      |
| Brustumfang (cm)                      |         | 093–96  | 097–100 | 101–104 | 105–108 | 109–112 | 113–116 | 117–120 | 121–124 | 125–128 | 129–132 | 133–136 | 137–140 | 141–144 | 145–148 |         |
| Bauchumfang = Taille (oder Bund) (cm) |         | 085–88  | 089–92  | 093–96  | 097–100 | 101–106 | 107–110 | 111–114 | 115–118 |         |         |         |         |         |         |         |
| Gesäßumfang (cm)                      |         | 101–104 | 105–108 | 109–112 | 113–116 | 117–120 | 121–124 | 125–128 | 129–132 |         |         |         |         |         |         |         |
| Körpergröße (cm)                      |         | 166–170 | 169–173 | 172–176 | 175–178 | 177–180 | 179–182 | 181–183 | 182–183 | 184     | 185     | 186     | 187     | 188     | 189–190 | 191–192 |
|                                       |         |         |         |         |         |         |         |         |         |         |         |         |         |         |         |         |
| Bauchgröße (normal)                   |         |         |         | 51      | 53      | 55      | 57      | 59      | 61      | 63      | 63      | 65      | 67      | 69      | 71      | 73      |
| Brustumfang (cm)                      |         |         |         | 100–103 | 104–107 | 108–111 | 112–115 | 116–119 | 120–123 | 124–126 | 124–126 | 127–130 | 131–134 | 135–138 | 139–142 | 143–146 |
| Bundumfang = Taille (cm)              |         |         |         | 102–107 | 108–111 | 112–117 | 118–121 | 122–125 | 126–129 | 130–132 | 130–132 | 133–136 | 137–140 | 141–146 | 147–150 | 151–154 |
| Gesäßumfang (cm)                      |         |         |         | 108–111 | 112–115 | 116–119 | 120–123 | 124–127 | 128–132 | 133–137 |         |         |         |         |         |         |
| Körpergröße (cm)                      |         |         |         | 168–172 | 170–174 | 172–176 | 174–178 | 176–180 | 178–182 | 180–184 |         |         |         |         |         |         |
|                                       |         |         |         |         |         |         |         |         |         |         |         |         |         |         |         |         |
| Lange Größe (schlank)                 |         | 90      | 94      | 98      | 102     | 106     | 110     | 114     | 118     | 122     |         |         |         |         |         |         |
| Brustumfang (cm)                      |         | 088–91  | 092–95  | 096–99  | 100–103 | 104–107 | 108–111 | 111–114 | 115–118 | 119–122 |         |         |         |         |         |         |
| Bauchumfang = Taille (oder Bund) (cm) |         | 074–77  | 078–81  | 082–85  | 086–89  | 090–93  | 094–98  | 100–104 | 105–109 | 110–114 |         |         |         |         |         |         |
| Gesäßumfang (cm)                      |         | 092–95  | 096–99  | 100–103 | 104–107 | 108–111 | 112–115 | 116–119 | 120–123 | 124–127 |         |         |         |         |         |         |
| Körpergröße (cm)                      |         | 175–179 | 178–182 | 181–185 | 184–188 | 186–190 | 188–192 | 193–197 | 196–200 | 199–203 |         |         |         |         |         |         |

Diese Maße sind Orientierungswerte. Genaue Abmessungen sind artikelabhängig.

## Damen
Die Normalgrößen (32–44) für Frauen gehen davon aus, dass eine Frau zwischen 164 und 170 cm groß ist. Für kleinere Frauen gibt es die Kurzgrößen (16–22), für größere die Langgrößen (64–88).
Die Zahlangabe der EU-Größe entstand durch die Halbierung des Brustumfangs in Zentimeter minus 6 (damit werden andere Größenangaben erreicht als bei Männern). Die verdoppelte normale Größenangabe ergibt die lange Größe, die untersetzte Größe ergibt sich durch Halbierung der Normalgröße. Innerhalb einer Reihe unterscheiden sich die Größen im Taillen-, sowie im Brust- und Hüftumfang. Die Konfektionsgröße für Ober- und Unterteile kann sich je nach Figur unterscheiden, da entweder der Brustumfang (Blusen, Pullis, Jacken) oder die Taille (Röcke, Unterhosen) ausschlaggebend ist, während die Körpergröße (außer Strumpfhosen), der Hüftumfang (außer Mieder) und andere Maße nur als sekundäre Parameter verwendet werden (z. B. Kleider, Einteiler, Sets).
| Kurzgröße < 164 cm             | 16    | 17    | 18    | 19    | 20     | 21      | 22      | 23      | 24      | 25      | 26      | 27      |
| Normalgröße ≥ 164 cm, ≤ 170 cm | 32    | 34    | 36    | 38    | 40     | 42      | 44      | 46      | 48      | 50      | 52      | 54      |
| Langgröße > 170 cm             | 64    | 68    | 72    | 76    | 80     | 84      | 88      | 92      | 96      | 100     | 104     | 108     |
| International                  | XS    | XS    | S     | S     | M      | M       | L       | L       | XL      | XL      | XXL     | XXL     |
| EU Oberteil                    | 76    | 80    | 84    | 88    | 92     | 96      | 100     | 105     | 110     | 116     | 122     | 128     |
| EU Unterteil                   | 60    | 63    | 67    | 70    | 75     | 80      | 84      | 88      | 94      | 100     | 106     | 112     |
| Schulterbreite (cm)            | 12    | 12    | 12    | 12    | 13     | 13      | 13      | 13      | 14      | 14      | 14      | 14      |
| Armlänge (cm)                  | 58    | 59    | 59    | 60    | 60     | 61      | 61      | 61      | 61      | 62      | 62      | 62      |
| Oberweite (cm)                 | 74–77 | 78–81 | 82–85 | 86–89 | 90–93  | 94–97   | 98–102  | 103–107 | 108–113 | 114–119 | 120–125 | 126–131 |
| Taillenweite (cm)              | 58–61 | 62–64 | 65–68 | 69–72 | 73–77  | 78–81   | 82–85   | 86–90   | 91–95   | 96–102  | 103–108 | 109–114 |
| Hüftumfang (cm)                | 80–84 | 85–89 | 90–94 | 95–97 | 98–101 | 102–104 | 105–108 | 109–112 | 113–116 | 117–122 | 123–128 | 129–134 |
| Hosenlänge (cm)                | 103   | 104   | 105   | 106   | 107    | 108     | 109     | 110     | 111     | 112     | 113     | 114     |
| BH-Größe                       | 65AA  | 70AA  | 70A   | 75A   | 75B    | 80B     | 85C     | 90C     | 90D     | 95D     | 100E    | 105E    |

Im Handel sind fast ausschließlich die Normalgrößen verfügbar. Die Lang- und Kurzgrößen dagegen sind nur in Ausnahmefällen erhältlich.
| Größe              | XXS   | XXS   | XS    | XS    | S     | S     | M      | M       | L       | L       | XL      | XL      | XXL     | XXL     | 3XL     | 3XL     | 4XL     | 4XL     |
| ------------------ | ----- | ----- | ----- | ----- | ----- | ----- | ------ | ------- | ------- | ------- | ------- | ------- | ------- | ------- | ------- | ------- | ------- | ------- |
| Oberteil           | 68    | 72    | 76    | 80    | 84    | 88    | 92     | 96      | 100     | 104     | 110     | 116     | 122     | 128     | 134     | 140     | 146     | 152     |
| Oberweite (cm)     | 66–70 | 70–74 | 74–78 | 78–82 | 82–86 | 86–90 | 90–94  | 94–98   | 98–102  | 102–107 | 107–113 | 113–119 | 119–125 | 125–131 | 131–137 | 137–143 | 143–149 | 149–155 |
| Mittelteil         | 52    | 56    | 60    | 64    | 68    | 72    | 76     | 80      | 84      | 88      | 94      | 100     | 106     | 112     | 118     | 124     | 130     | 136     |
| Taillenumfang (cm) | 50–54 | 54–58 | 58–62 | 62–66 | 66–70 | 70–74 | 74–78  | 78–82   | 82–86   | 86–91   | 91–97   | 97–103  | 103–109 | 109–115 | 115–121 | 121–127 | 127–133 | 133–139 |
| Unterteil          | 76    | 80    | 84    | 88    | 92    | 96    | 100    | 104     | 108     | 112     | 117     | 122     | 127     | 132     | 137     | 142     | 147     | 152     |
| Hüftumfang (cm)    | 74–78 | 78–82 | 82–86 | 86–90 | 90–94 | 94–98 | 98–102 | 102–106 | 106–110 | 110–115 | 115–120 | 120–125 | 125–130 | 130–135 | 135–140 | 140–145 | 145–150 | 150–155 |

## Umrechnung internationaler Größen
Viele international bekannte Designer kommen aus Italien oder Frankreich; das sind Länder, in denen sich die Konfektionsgrößen von den in Deutschland gebräuchlichen unterscheiden. Als Richtlinie gilt: Die italienischen Größen sind um drei Werte höher als die deutschen, die französischen um einen. Eine deutsche Gr. 38 zum Beispiel entspricht Gr. 44 in Italien und Gr. 40 in Frankreich. Eine genaue Umrechnung ist jedoch nicht möglich, weil die von den Herstellern angenommenen Verhältnisse der einzelnen Körpermaße zueinander in Südeuropa anders sind als in Deutschland (zum Beispiel bei gegebenem Brustumfang: kleinere Körpergröße, schmalere Hüften).

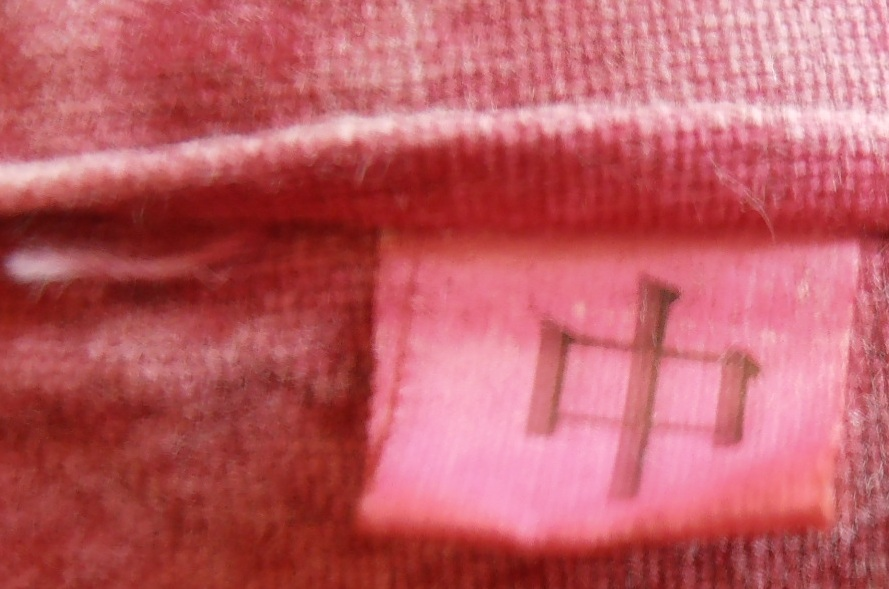
Größe 中 (Mittel / M)

In asiatischen Ländern werden die drei Standardgrößen oft mit den chinesischen Schriftzeichen gekennzeichnet: S mit 小, M mit 中, L mit 大.

## US-Größen
Seit den 1930er-Jahren bestehen eine Reihe freiwilliger Standards, einheitliche Kleidungsgrößen gibt es aber nicht. Bekleidungsmarken und -hersteller passen ihre Produkte an ihre Vorlieben an. Beispielsweise können die Abmessungen von zwei Kleidern der Größe 10 von verschiedenen Firmen oder sogar von derselben Firma stark voneinander abweichen. Einige machen das Vanity Sizing, das in den 1980ern begann, für diese Abweichungen verantwortlich. Dieser Begriff bezieht sich auf den Trend, die tatsächlichen Maße bei Kleidungsstücken immer weiter zu vergrößern und dabei die offiziellen Größenangaben gleich zu lassen. Das hat dazu geführt, dass speziell in den US- und UK-Märkten die Verwendung von Normen für Größenangaben kaum eine Rolle spielt und die Größenangaben primär dazu dienen, ein „gutes Gefühl“ zu den eigenen Körpermaßen zu vermitteln.
Bei Sport- und Freizeitbekleidung sind in den USA für Damen und Herren die Größen S–XL (nach unten und oben durch zusätzliche ‘X’ für extra, erweiterbar: beispielsweise XXS oder XXXL) vorherrschend. Dabei stehen die Großbuchstaben für die folgenden Bezeichnungen: ‘S’ für small (klein), ‘M’ für medium (mittel), ‘L’ für large (groß), ‘XL’ für extra large (besonders groß).
Bei den Konfektionsgrößen für Damen wird in den geraden Zahlen von 0 (etwa XXS) bis 20 (etwa XXL) durchgezählt, standardmäßig von 2 (ca. deutsche Konfektionsgröße 32) bis 16 (ca. deutsche Konfektionsgröße 46); eine Größe 12 entspricht also etwa der Sportswear-Größe L und einer deutschen 42. Darüber hinaus gibt es Sondergrößen beispielsweise für schlanke (Misses) und kleine (Petite) Frauen, was durch einen entsprechenden Buchstaben nach der Größenzahl angezeigt wird, beispielsweise 6P für Größe 6 Petite. Es besteht unter Umständen eine Verwechslungsgefahr mit den ebenfalls in geraden Zahlen aufwärts zählenden UK-Größen. Diese sind nominal um zwei Sprungwerte höher angesetzt. Die deutsche Konfektionsgröße 38 entspricht also der UK-Größe 12 (statt der US-Größe 8).
In der Herren-Konfektion wird die deutsche Zählung um 10 Größen verringert: die deutsche Standard-Größenreihe 48–56 entspricht also der US-amerikanischen 38–46; eine deutsche 52 also der US-amerikanischen 42. Die ungefähren Entsprechungen zu deutschen Kurz-, Normal- und Lang-/Schlank-Größen werden durch das Anhängen eines der Buchstabenkürzel ‘S’ für short (kurz), ‘R’ für regular (normal), ‘L’ für long (lang) oder, selten, ‘XL’ für extra long (besonders lang) an die entsprechende Standard-Konfektionsgröße gekennzeichnet: entspricht also eine US-amerikanische Herrenkonfektionsgröße 40 der deutschen 50, dann entspricht 40L der deutschen 98, und die US-amerikanische 40S der deutschen 25.
Für sehr große (nicht unbedingt schlanke) oder sehr beleibte Männer (Bauchgrößen) gibt es in den USA von manchen Herstellern im Sportswear-Bereich zudem die Sondergrößen Tall (groß) und Big (beleibt). Diese Größen sind abgestuft in TL (in etwa eine großzügige Standardgröße L mit sehr langen Ärmeln für große Männer), TX, T2L, T3L, T4L und so weiter bzw. B1X (in etwa Standardgröße XL mit kurzen Ärmeln und breiterem Umfang für beleibte Männer), B2X, B3X und so weiter bis B6X oder höher.
Bei Oberhemden für Herren wird die Kragenweite in Zoll (in Halbschritten, gelegentlich auch in Viertel-Schritten) angegeben: der deutschen Standard-Kragenweitenreihe 37–47 entspricht die US-amerikanische Reihe 14½–18½; eine deutsche 41 ist also ungefähr eine US-amerikanische 16. Für Damen gilt auch bei Blusen die Standard-Größenreihe 4 bis 18, ebenso wie Blusen in Deutschland in den Konfektionsgrößen 34 bis 46 angegeben werden.
Bei Hosen – auch bei in Europa verkauften Jeans – werden normalerweise zwei Werte angegeben, nämlich zunächst der Bundumfang und dann die Hosenbeininnenlänge jeweils in Zoll (inches). Die Standardreihe für Herren für den Bundumfang lautet dabei: 28, 29, 30, 31, 32, 33, 34, 35, 36, 38 und 40. Ein US-amerikanischer Bundumfang von 34 Zoll entspricht in etwa der deutschen Herren-Konfektionsgröße 50. Für Damen beginnen die Werte standardmäßig bei 25 Zoll. Die Beininnenlängen werden standardmäßig für sowohl Herren als auch Damen in der geraden Zahlenreihe 30 (kurz), 32 (normal), 34 (lang) oder 36 (sehr lang) angegeben. Eine typische Darstellung für Bundumfang 32 und Beinlänge 34 wäre: 32/34. Durch entsprechende Variation der beiden Werte können auch passende Hosen für beispielsweise beleibte, kleine Männer (etwa 40/30) oder große, schlanke Männer (etwa 29/36) oder entsprechend auch für Frauen generiert werden. Werden diese Zahlen mit dem Faktor 2,54 multipliziert, ergeben sich Bundumfang und Hosenbeininnenlänge in Zentimetern.
| Normalgröße     | 32    | 32/34 | 34    | 36    | 36/38 | 38    | 40    | 40/42 | 42    | 44    | 44    | 46    | 46    | 48    | 48    | 48/50 | 50     | 50      | 52      | 52      | 52/54   | 54      | 54  |
| International   | XS    | XS    | XS    | S     | S     | S     | M     | M     | M     | L     | L     | L     | L     | XL    | XL    | XL    | XL     | XL      | XXL     | XXL     | XXL     | XXL     | XXL |
| Bundweite (cm)  | 58–59 | 60–62 | 63–64 | 65–67 | 68–69 | 70–72 | 73–74 | 75–77 | 78–80 | 81–82 | 83–85 | 86–87 | 88–90 | 91–92 | 93–95 | 96–97 | 98–100 | 101–102 | 103–105 | 106–107 | 108–110 | 111–113 | 114 |
| (in)            | W23   | W24   | W25   | W26   | W27   | W28   | W29   | W30   | W31   | W32   | W33   | W34   | W35   | W36   | W37   | W38   | W39    | W40     | W41     | W42     | W43     | W44     | W45 |
| Hosenlänge (cm) | 103   | 104   | 104   | 105   | 106   | 106   | 107   | 108   | 108   | 109   | 109   | 110   | 110   | 111   | 111   | 112   | 112    | 112     | 113     | 113     | 114     | 114     | 114 |

### US-Größen bei Kinderbekleidung
Die Größenangaben bei Baby- und Kinderbekleidung wird in M (Monate) oder T angegeben. Sie folgen weitestgehend den CS-151-50-Standards, die seit 1953 verwendet werden. Die Größenangabe in Monaten wird auch in anderen Ländern verwendet.
Bei den T-Größen ist, ähnlich wie in der EU, die Körperlänge ausschlaggebend. Beispielsweise entspricht die EU-Größe für 92 87 bis 92 cm Körpergröße in den USA 34 bis 36 Zoll. Dies wird als 2T bezeichnet. Diese Zählung reicht nur bis 12T, danach beginnen die „Junior-Größen“. Diese sind im Vergleich mit EU-Größen stets um 27 tiefer.
Schuhgrößen beginnen mit der Größe 0C (8,3 cm / Größe 15) und gehen bis 13C (19,3 cm / Größe 31).
| Körperlänge | 51–56 | 50/56 | 57–62 | 63–68 | 62/68 | 69–74 | 75–80  | 74/80  | 81–86  | 87–92 (86/92) | 87–92 (86/92) | 93–98 | 99–104 (98/104) | 99–104 (98/104) | 105–110 | 105–110 | 111–116 (110/116) | 117–22 | 123–128 |
| US          | 1–2M  | 1–2M  | 2–3 M | 3–6M  | 3–6M  | 7–9M  | 10–12M | 10–12M | 12–18M | 18–24M        | 2T            | 3T    | 3T              | 4T/4            | 4T      | 5T/5    | 5/6               | 6      | 6/6X    |

## Europäische Größen (EN 13402)

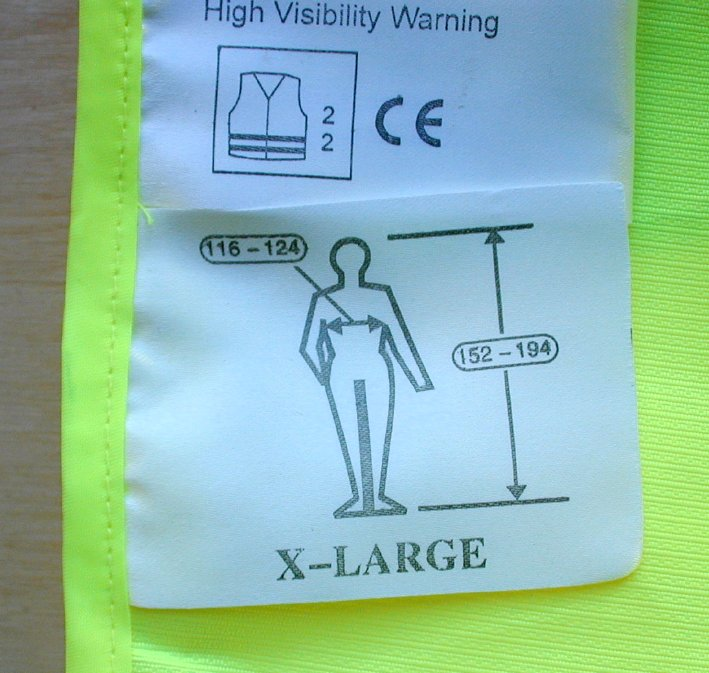
Beispiel für ein Etikett nach EN 13402–1

Seit 2007 entwickelt das Europäische Komitee für Normung die europäische Norm EN 13402. Sie enthält Standards zur Körpermessung sowie Systeme zum Einteilen und Darstellen der Messwerte. Sie fasst Körpermaße in 4-cm- oder 6-cm-Schritten zusammen, z. B. wird ein Brustumfang zwischen 94 und 98 cm als Brustumfang 96 bzw. 94–98 beschrieben; die entsprechende deutsche Konfektionsgröße wäre hier bei Männern 48, bei Frauen 42.
Für Bekleidung, die noch gröbere Konfektion zulässt, z. B. T-Shirts, definiert der Standard die aus den internationalen Größen bekannte Buchstabenkodierung XXS bis 3XL.
| Größe                | XXS   | XS    | S     | M      | L       | XL      | XXL     | 3XL     | 4XL     | 5XL     |
| -------------------- | ----- | ----- | ----- | ------ | ------- | ------- | ------- | ------- | ------- | ------- |
| Brustumfang (Herren) | 70–78 | 78–86 | 86–94 | 94–102 | 102–110 | 110–118 | 118–129 | 129–141 | 141–154 | 154–166 |
| Brustumfang (Damen)  | 66–74 | 74–82 | 82–90 | 90–98  | 98–107  | 107–119 | 119–131 | 131–143 | 143–155 | 155–167 |

## Kopfbedeckungen
Die Inch-Angaben, welche in vielen Größentabellen angegeben sind, lassen sich nicht durch einfache Division durch den Umrechnungsfaktor 2,54 aus den metrischen EU-Größen bestimmen.
| International | XXS | XS  | XS  | S  | S   | M   | M   | L   | L  | XL  | XL  | XXL | XXL | XXL |
| ------------- | --- | --- | --- | -- | --- | --- | --- | --- | -- | --- | --- | --- | --- | --- |
| Metrisch / EU | 51  | 52  | 53  | 54 | 55  | 56  | 57  | 58  | 59 | 60  | 61  | 62  | 63  |     |
| Inch          | 19⅞ | 20¼ | 20⅝ | 21 | 21½ | 21⅞ | 22¼ | 22⅝ | 23 | 23½ | 23⅞ | 24¼ | 24⅝ |     |
| Britisch      | 6¼  | 6⅜  | 6½  | 6⅝ | 6¾  | 6⅞  | 7   | 7⅛  | 7¼ | 7⅜  | 7½  | 7⅝  | 7¾  |     |
| Amerikanisch  | 6⅜  | 6½  | 6⅝  | 6¾ | 6⅞  | 7   | 7⅛  | 7¼  | 7⅜ | 7½  | 7⅝  | 7¾  | 8   |     |
| Französisch   | 2   | 2½  | 3   | 3½ | 4   | 4½  | 5   | 5½  | 6  | 6½  | 7   | 7½  | 8   |     |

Während in deutschsprachigen Ländern der Kopfumfang (Kopfweite) in Zentimetern angegeben wird, ist in Frankreich und Italien die Angabe von Punkten (Points) überliefert. Die Zollangaben in englischsprachigen Ländern beziehen sich auf den Durchmesser. Die englischen Maße geben exakt den Durchmesser wieder, während die US-amerikanischen Maße um etwa ein Achtel Zoll größer sind.
| Alter         | 0–6 Monate | 0–6 Monate | 6–12 Monate | 6–12 Monate | 12–24 Monate | 12–24 Monate |
| Metrisch / EU | 40         | 42         | 44          | 46          | 48           | 50           |
| Britisch      | 4⅞         | 5⅛         | 5⅜          | 5⅝          | 5⅞           | 6⅛           |
| Amerikanisch  | 5          | 5¼         | 5½          | 5¾          | 6            | 6¼           |

| Alter         | 2–4 Jahre | 2–4 Jahre | 4–6 Jahre | 4–6 Jahre | 6–7 Jahre | 6–7 Jahre | 8–9 Jahre | 8–9 Jahre | 8–9 Jahre |
| Metrisch / EU | 50        | 51        | 52        | 53        | 54        | 55        | 56        | 57        |           |

## Neuermittlung der Körpergrößen
Die Vermessung der Körpergrößen im weiteren Sinn und die Ermittlung ihrer Verteilung im Auftrag der Textilindustrie übernehmen in Deutschland traditionell die Forscher der Hohenstein-Institute in Bönnigheim bei Stuttgart mittels umfangreicher sogenannter Reihenmessungen. Die vorletzte traditionelle Vermessung der deutschen Männer fand in den 1970er-Jahren statt, die vorletzte der Frauen erfolgte Mitte der 1990er-Jahre.
Im August 2007 begannen die Forscher im Auftrag von 80 Unternehmen vor allem des Bekleidungsgewerbes (Hersteller und Händler) und einiger Automobilhersteller eine neue deutsche Reihenmessung, erstmals mittels eines Laserganzkörperscanners, die 13.362 Personen (Männer, Frauen und Kinder) zwischen 6 und 87 Jahren umfasste. Der Name des Projekts war „SizeGERMANY“ und Ausgangsthese war, dass die Bevölkerung insgesamt größer und dicker geworden ist, so dass insbesondere Männer zunehmend Probleme haben, passende Kleidung zu finden, weil diese aufgrund veralteter Zahlen konfektioniert wird (ähnliche Projekte wurden schon mit Franzosen, Briten, Niederländern und Spaniern durchgeführt). Die Ergebnisse wurden Mitte Februar 2009 vorgestellt und sind nicht öffentlich zugänglich, sondern stehen nur den Auftraggebern zur Verfügung, die je nach Menge der bezogenen Daten mit Beträgen zwischen 5.000 und 75.000 Euro an den Kosten beteiligt waren. Die Messungen müssen nicht zu Konsequenzen führen: zu den neben 32, 33 und 34 am meisten benötigten Jeans-Größen (Bundweite in Zoll) gehört inzwischen die Größe 35, die aber gar nicht auf dem Markt ist. Es gibt wesentlich mehr 35-Träger als 31, 30 oder 36-Träger.